# 舒尔不等式
舒尔不等式说明，对于所有的非负实数x、y、z和实数t，都有：
{\displaystyle x^{t}(x-y)(x-z)+y^{t}(y-z)(y-x)+z^{t}(z-x)(z-y)\geq 0}
当且仅当x = y = z，或其中两个数相等而另外一个为零时，等号“=”成立。当t是正的偶数时，不等式对所有的实数x、y和z都成立。

## 证明
由于不等式是对称的，不失一般性，我们不妨设{\displaystyle x\geq y\geq z}。对t分类讨论:
{\displaystyle t\geq 0}时,
{\displaystyle (x-y)[x^{t}(x-z)-y^{t}(y-z)]+z^{t}(x-z)(y-z)\geq 0\,}
显然成立，这是因为左边的每一项都是非负的。同理，{\displaystyle t<0}时,
{\displaystyle (y-z)[z^{t}(x-z)-y^{t}(x-y)]+x^{t}(x-y)(x-z)\geq 0\,}
证毕。

## 推广
舒尔不等式有一个推广：
假设a、b、c是正的实数。如果（a，b，c）和（x，y，z）是同序的，则以下的不等式成立：
{\displaystyle a(x-y)(x-z)+b(y-z)(y-x)+c(z-x)(z-y)\geq 0.}
2007年，罗马尼亚数学家Valentin Vornicu证明了一个更一般的形式：
考虑{\displaystyle a,b,c,x,y,z\in \mathbb {R} }，其中{\displaystyle a\geq b\geq c}，而且{\displaystyle x\geq y\geq z}或{\displaystyle z\geq y\geq x}。设{\displaystyle k\in \mathbb {Z} ^{+}}，并设{\displaystyle f:\mathbb {R} \rightarrow \mathbb {R} _{0}^{+}}或者是凸函数，或者是单调函数。那么：
{\displaystyle {f(x)(a-b)^{k}(a-c)^{k}+f(y)(b-a)^{k}(b-c)^{k}+f(z)(c-a)^{k}(c-b)^{k}\geq 0}.\,}
当x = a、y = b、z = c、k = 1、f(m) = mt时，即化为舒尔不等式。